# Kaldeh
Kaldeh (em persa: كلده) é uma aldeia do distrito rural de Kisom, situada no distrito central de Astaneh-ye Ashrafiyeh, na província de Gilan, no Irã. No censo de 2006, sua população era de 345, em 107 famílias.